# Ernst Jandl
Ernst Jandl (né le 1er août 1925 à Vienne et mort le 9 juin 2000  dans la même ville) est un écrivain autrichien, poète, dramaturge, traducteur et artiste graphique,,.

## Biographie
Prisonnier de guerre jusqu’en 1949, Ernst Jandl entre en poésie cette même année et exerce l'activité de professeur de lycée. Sa poésie est influencée par les expérimentations du Groupe de Vienne (Modèle:Langue de) mais également par la littérature de James Joyce et de la Beat Generation d'Allen Ginsberg.
Ernst Jandl est l'un des représentants de la poésie concrète en Autriche : l'importance du rythme et de l'onomatopée est l'élément majeur de son style. Vers le milieu des années 1950, il noue des liens étroits avec Gerhard Rühm, H.C. Artmann, etc. Il rencontre aussi sa compagne Friederike Mayröcker avec laquelle il cosigne de nombreux poèmes.
Ernst Jandl est le cofondateur de l’Association des auteurs de Graz. Il a obtenu de nombreux prix, notamment le prix Georg Trakl et le  prix Georg-Büchner. En 2011 paraît la première anthologie de textes traduits en français, Groite et Dauche.

## Œuvres

### Œuvres traduites en français
- Toujours plus haut [« Immer höher »], ill. de Norman Junge, Paris, Éditions l'École des loisirs, 1996, 28 p.  (ISBN 2-211-04012-8)
- Cinquième [« Fünfter sein »], ill. de Norman Junge, Paris, Éditions l’École des Loisirs, 1998, 36 p.  (ISBN 2-211-04857-9)
- Drôle de nuit [« Für alle »], trad. de Bernard Friot, illustrations de Christian Voltz, Voisins-le-Bretonneux, France, Éditions Rue du Monde, coll. « Petits géants du monde », 2008, 18 p.  (ISBN 978-2-35504-021-4)
- Groite et dauche. Poèmes, peppermints et autres proses [« Lechts und rinks, Gedichte Statements Peppermints »], trad. de Lucie Taïeb, St-Quentin-de-Caplong, France, Atelier de l’Agneau éditeur, coll. « Transfert », 2011, 126 p.  (ISBN 978-2-930440-44-6)
- Retour à l’envoyeur, anthologie, trad. d’Alain Jadot et Christian Prigent, Caen, France, Éditions Grmx, 2012, 123 p.  (ISBN 978-2-9538605-1-1)
- Luminesens, trad. de J. F. Mura dit K. J. Djii, gravure de K. J. Djii, Mont-de-Laval, France, Éditions L’Atelier du Grand Tétras, 2013, 159 p.  (ISBN 978-2-911648-60-1)

## Récompenses et distinctions
- 1974 : Prix Georg-Trakl
- 1976 : Prix de la Ville de Vienne de littérature
- 1978 : Prix artistique autrichien pour la littérature
- 1980 : Mülheimer Dramatikerpreis
- 1982 : Prix Anton-Wildgans
- 1982 : Prix Manuskripte
- 1984 : Grand Prix d'État autrichien de littérature
- 1984 : Prix Georg-Büchner
- 1987 : Prix littéraire de Cassel
- 1994 : Prix Friedrich Hölderlin